# Johan Looijen
Johan Arnoldus Looijen (Wageningen, 2 maart 1917 - Wöbbelin, 9 april 1945) was een Nederlands verzetsstrijder in de Tweede Wereldoorlog. Hij was lid van de verzetsgroep Albrecht.

## levensloop
Johan Looijen was de zoon van Gijsbert Looijen (1866-1926) en Magdalena Elisabeth van Lonckhuijzen (1881-1955). Gijsbert maakte deel uit van het familiebedrijf Graan- en Meelhandel Looijen, dat meel leverde aan bijna alle bakkerijen in de Zuid-Veluwe en voor een deel in de Betuwe. looijen nam bij die bakkerijen bestellingen op en had zodoende goede contacten waardoor hij ook goede onderduikadressen kon regelen.
Daarnaast was Looijen actief voor de inlichtingengroep Albrecht. Wageningen werd op 1 oktober 1944 geëvacueerd, omdat het na de Slag om Arnhem frontgebied was geworden. Looijen kwam terecht in Veenendaal en zette daar zijn verzetsactiviteiten door. Op 21 november 1944 deed de Sicherheitsdienst een aantal invallen in Ede naar aanleiding van informatie die zij verkreeg na de arrestatie van de verzetsman Berend Dijkman. Op een boerderij werden twee Veenendaalse koeriersters aangehouden. Op basis van stukken die zij bij zich hadden viel de SD dezelfde dag nog twee adressen binnen in Veenendaal, waarbij zeven leden van de Groep Albrecht, waaronder Looijen, werden aangehouden.
Looijen werd via Utrecht naar Kamp Amersfoort gebracht, en vandaar op transport gezet naar Neuengamme. Zijn nummer daar was 70745. Hij overleed in buitenkamp Wöbbelin.